# Трънска носия
Трънската народна носия от Възраждането се е запазила дълго време и след Освобождението, която е към белодрешковските народни облекла, където са най-силно изразени в Краище и Знеполе.
Тя има своето развитие и промени през годините. И тук както и в други области на България, още през миналия век фабричните тъкани и по-опростеното градско облекло постепенно изместват домашните материали и сложните селски носии. В днешно време народната носия е почти на изгубване. Женската носия се носи само от отделни по-възрастни жени. Промените, които бързо настъпват през последните години, изпращат в музея заедно с всичко старинно и хубавата трънска носия.

## Женска трънска носия
Интересна със своите шевици е женска трънска носия. Най-старата женска дреха според етнографи е трънския сукман - монофил и алавицита или праведниците. В Трънско сукманът се нарича литак. Усетът към красивата линия у трънската жена има своите дълбоки корени под въздействието на красивата трънска природа.
Старият женски литак е скроен от две цели прави парчета, наречени задница и предница, с вмъкване на две странични, малко разкроени в долната си част парчета (клипчета), които се носят под мишницата, за да дадат ширина на полата. Предницата е изрязана по средата за минаване на главата в продълговато правоъгълно деколте, което трънчанките наричат пазуке, а задницата е съвсем права. Тази женска дреха е без ръкави, какъвто е и по-късният литак. Старият литак или сукман е богато украсен с пъстри красиви ръчноизбродирани шевици покрай пазукето и по полата. Най-напред тези шевици са правени от вълнени конци - червени, алави, мъдри, сини и д-р., С шевове и фигури по вкуса на трънската жена, а по късно бродирали с коприна. Така приготвения литак е зимна дреха, защото е направен от домашно сукно или било, както го наричат в Трънско. Заедно със стария сукман са се водили и алавицита или праведниците, които получавали названието си в зависимост от това с какви конци са извезани. Това са ризи или кошули, които са се правили от ленени или памучни домашни платове със същата като сукмана кройка с тази разлика, че те са с дълги ръкави. Алавицита са били кошули, украсени с червени конци както на пазуките, така също и на полата. Пъстроцветните престилки са били съставна част на женската носител
Характерен за трънската носия е тканицата - колан, който винаги върви с женската дреха. Тканицата се приготвяли от самите жени. Тъче се с всевъзможни и най-разнообразни конци и шарки. Тъче се с всевъзможни  и най-разнообразни конци и шарки. Широка е четири пръста и дълга колкото да опише жената през кръста няколко пъти. Старите трънчанки са носили вълнени шарени чорапи до коляното и свински опинци, правени както обикновено, но с тази разлика, че кожата е била стригана.
Една от най-старите женски дрехи монофил. Тя има има средновековен характер на тоновете и фигурите на шевицата върху ръкавите на ризите. Тази женска дреха , която хората се правила от ленено  или памучно домашно платно за по-горещи дни е твърде интересна. Монофилът по кройка не се различава от стария сукман. Той също се носи с богато украсени кошули и самият е извезан от сръчно женска ръка. Удобна за през лятото дреха, по неизвестни причини  монофилът отдавна е изчезнал и и отстъпил място си на Митака, който се и зиме и лете, но който за разлика от стария сукман се прави от по-тънак плат, наричан Лита. Домашната вълнени материя, която се тъче предимно за литаци се боядисва в черно. Литаците в Трънсконско са черните с разноцветни багри по тях. Литаците са били боядисвани с водна ела. 
Литакът се е променил през годините, като е добивал по удобна и красива кройка и по-разнобразни шевици и украшения. Със своята проста форма и оригинално съчетание на красиви шевици както на Митака, така и вапкошулята (ризата) женската трънска носия е добивала широка популярност и се е разпространявала извън Трънска. Кошулята, както литакът е претърпяла изменения. Обикновените груби опънци отстъпили място на на жапкалиите (опънци с капси - кожички, по които се навършват вървите за стягане на опънците) и на царевицата (обувките).
За горни дрехи жените носил вълнени плетени жилетки, а по късно кадифени палта, които представляват обикновено късо палто до под кръста с дълги ръкави, украсено с кожа от заек, лисица и д-р.роколо врата и ръкавите. На главата си жените в трънските села носели дебели, дълги рубове (сплитки), винаги забрадени с кампания (кърпи за глава) с най-различни цвят от памук или коприна. Хармоничното съчетание на облеклото с кърпата и накитите се удавало на трънчанките, която не ходела натруфено, а имала мярка и усет за красота.
Трънска на женска носия е практична и хубава носия в България. Тя говори за сръчните и работливи ръце на жените от Трънска, за културата и бита на обитателите на Трънска край в миналото.

## Мъжка носия
Старинната мъжка носия е съвсем изчезнала в Трънско. Тя се използува само за особено тържествени случаи или в художествената самодейност. Мъжката носия е известна под името билетите. То произлиза от цвета на плата от който сепушиват дрехите. Състои се от панталони, по известни в Трънско като беневреци или бременци, кошули или горна дреха (доранче).
Беневреците както и литакът имат проста кройка. Те се скрояват по тялото, без да увисват, като четирите с тесни по краката разрязани широки крачоли, обшити с черни гайтани. Беневреците са удобни за носене, но тяхното по-бързо изчезване в сравнение с женската носия вероятно се дължи на непрактичния бял цвят, защото по късно по подобие на беневреците селяните са започвали да ушиват дрехи от черно бяло. Ризата или кошулята, както в Трънско я наричат, предимно сепшие от ленено или памучно домашно платно. Права, само с едно извивка за главата (огърляч), без всякаква яка и без шевици и украшения, тя много се отличавала от женската кошуля. Като връхна дреха е доранчето, съставна част на билетите. Доранчето, както всички дрехи от трънската носия, има проста кройка. Състои се от прав гръб и две предници. На последните се слага по едно вмъкнато парче, което позволява двете предници да се премятат. Доранчето е без ръкави, с два джоба, обшито с черен гайтан в краищата при специалните цепки. То не се носи свободно, а винаги е предложено с пояс, обикновено червен. Така облечен мъжът носи на главата си и капа (шапка от някаква кожа), а на краката си навива навуща с опинци. Мъжките опинци се отличават от женските по своята по-груба направа.
Мъжката трънска носия по своята изработка и по плата от който е направена, показва че има странен произход. Тази носия спада към белодрешковските народни облекла.
Орггиналната мъжка и женска носия, запазени без да претърпят особени промени, показват, че населението край река Ерма и Краище ревностно е пазило както своите нрави, така също и облеклото си, което малко или много го е отличавала от облеклото на останалото българско население. Известно е че Трънската носия е намерила прием и в съседни краища, показва че по удобство и красота особено женската носия има своите предимства.